# Thompson Falls (Montana)
Thompson Falls város az USA Montana államában, Sanders megyében, melynek megyeszékhelye is. Lakosainak száma 1336 fő (2020. április 1.).

## Népesség
A település népességének változása:

| 2010 | 1 313 |
| 2020 | 1 336 |